# Schock (Münze)
Das Schock war im Königreich Sachsen sowie in Böhmen und Schlesien eine Rechnungsmünze.
Im Königreich Sachsen unterschied man entsprechend dem alten Zählmaß 1 Schock = 60 Stück:
- 1 altes Schock = 60 kleine Schockgroschen = 20 gute Groschen, es entsprach 5⁄4 Konventionsgulden = 75 Kreuzer;
- 1 neues/schweres Schock = 60 gute Groschen = 3 alte Schock, es hatte einen Wert von 15⁄4 Konventionsgulden = 225 Kreuzer.

Auch in Böhmen und Schlesien kannte man verschiedene Schocken (tschechisch kopa):
- 1 altes böhmisches Schock = 60 Böhmen, es besaß einen Wert von 3⁄2 Speciestaler = 3 Konventionsgulden = 180 Kreuzer;
- 1 neues/kleines böhmisches Schock = 40 Böhmen = 2⁄3 alte böhmische Schock, dies waren 1 Speciestaler = 2 Konventionsgulden = 60 Doppelkreuzer;
- 1 Schock Gröschel = 60 Gröschel = 1⁄4 alte böhmische Schock, das entsprach dem Wert von 3⁄4 Konventionsgulden = 45 Kreuzer = 180 Pfennige.

Böhmen hießen die Groschen in Prag und Böhmen, Gröschel auch Fledermäuse.